# Umberto Berni
Umberto Berni (Firenze, 2 agosto 1900 – Genova, 16 maggio 1945) è stato un ciclista su strada italiano, professionista tra il 1924 ed il 1928 e nel 1931. Non ottenne alcuna vittoria nella massima categoria, tuttavia è degno di nota qualche piazzamento di rilievo al Giro di Toscana: concluse sesto nel 1926, settimo nel 1927 e nono nel 1928; inoltre concluse quinto alla Coppa Placci 1925..

## Piazzamenti

### Grandi Giri
- Giro d'Italia

1926: 15º
1927: 27º
1931: 45º
- Tour de France

1925: 33º

### Classiche monumento
- Milano-Sanremo

1924: 10º
1926: 13º
1927: 55º
- Giro di Lombardia

1924: 12º